# Малайзийский дельфин
Малайзийский дельфин, или саравакский дельфин, или короткоклювый дельфин, или дельфин Фрейзера (лат. Lagenodelphis hosei), — вид морских млекопитающих из семейства дельфиновых парвотряда зубатых китов. Единственный представитель рода малайзийских дельфинов (Lagenodelphis). Видовое латинское название дано в честь английского зоолога и этнолога Чарльза Хоуза (1863—1929).

## Внешний вид и строение
Длина тела 2,1—2,7 м. От глаз до гениталий малайзийского дельфина проходит широкая серовато-жёлтая полоса. Череп напоминает как череп обыкновенных, так и короткоголовых дельфинов.

## Образ жизни и питание
Держатся стаями до 400—500 голов. Кормятся рыбами и головоногими моллюсками на большой глубине.

## Распространение
Малайзийский дельфин живёт в тропиках и субтропиках Атлантического, Тихого, Индийского океанов. Летом с течением Куросио он добирается до Японии (Камогава); обнаруживали его на Тайване, в Полинезии (остров Раваки), близ Сиднея (Австралия), а также на юге Африки (Дурбан).